# Josephus Daniels
Josephus Daniels (Egyesült Államok, Washington, 1862. május 18. – 1948. január 15.) amerikai politikus, újságíró, író.

## Élete

### Ifjúkora
1862. május 18-án született meg az Egyesült Államok fővárosában, Washingtonban. Édesapja az Amerikai polgárháborúban vesztette életét, így Danielst az édesanyja egyedül nevelte. Az édesanyjával együtt Daniels még gyermekkorában elköltözött az Észak-Karolinai Wilson városába. Itt végezte el az általános, majd a középiskolát (Wilson Collegiate Institute) is.
Újságírási hajlama már tinédzserkorában is megmutatkozott. A középiskola sikeres elvégzése után a helyi újság, a Wilson Advance (Szabad fordításban: Wilsoni Haladás) egyik munkatársa lett. Később a hetilap szerkesztője, majd főszerkesztője lett. Egyetemi tanulmányait egy Észak-karolinai egyetemen végezte, ahol jogot tanult. Mindeközben elköltözött otthonról egyenesen az állam fővárosába, az egyetem közelébe. Ekkoriban két újság munkatársaként tevékenykedik.
Feltehetően az 1880-as évek végén lépett be a Demokrata Párt helyi részlegébe.

### Politikai pályája
Mint aktív demokrata politikus és újságíró, Daniels 1893-ban visszaköltözött az Államok fővárosába, Washingtonba. Ugyanis a politikai élet itt volt a legaktívabb. Később ismét Relaigh városába költözött és megvette a News and Observer (Szó szerinti fordításban: Hírek és megfigyelő) nevezetű újságot, amely nagy népszerűségre tett szert. Ennek köszönhetően pedig Daniels is befolyásos politikussá vált.
Daniels William Jennings Bryant, az elnöki székre akkoriban legesélyesebb demokrata politikus elveivel értett egyet, s őt támogatta az elnöki székért vívott harcban.
Később azonban mégis az 1913-ban megválasztott Woodrow Wilson elnök titkára lett. Az elnök kabinetjében ő lett az Amerikai Haditengerészet vezetője. Bár kevés tapasztalattal rendelkezett, Daniels igyekezte pótolni hiányosságait. Legfontosabb intézkedésének tekintjük, hogy vezetése alatt (amely egészen 1921-ig tartott) egy demokratikusabb és humánusabb rendszert próbált meg kiépíteni a tengerésztisztek és a matrózok között. Ez többnyire abból állt, hogy a tisztek néhány kiváltságát törölte el. Mivel Daniels igencsak antialkoholista emberként volt ismert, sokakat nem ért váratlanul mikor az amerikai hajókon bevezette az alkoholtilalmat.
Érdekesség, hogy személyi titkárának Franklin D. Rooseveltet, a későbbi amerikai elnököt választotta. A haditengerészet vezetője címét 1921-ben, Wilson elnök leköszönésével veszítette el. Mikor Rooseveltet 1933-ban megválasztották, az elnök Josephus Danielst Mexikó nagykövetévé nevezte ki. Daniels ebben a pozícióban sikeresen helytállt, ugyanis a helyiek megkedvelték, ennek köszönhetően könnyebben tudta keresztülvinni a felsőbb utasításokat a mexikói vezetőségen.
1941-ben visszavonult és ismét Relaigh-ba költözött. 

### További élete
Politikai pályafutásának végeztével Daniels visszatért örök szerelméhez, az újságíráshoz. Később élményeiből több könyvet is írt.
1948-ban hunyt el, életének 86. évében.
Az Amerikai Haditengerészet egyik hajóját róla nevezték el. 

### Könyvei
- The Navy and the Nation (1919)
- Our Navy at war (1922)
- The Life of Woodrow Wilson (1856-1924 ( 1924)
- Tar heel editor (1939)
- Editor in Politics (1941)
- The Wilson Era - Yers of Peace 1910-1917 (1944)
- Shirt-sleeve Diplomat (1947)

### Képgaléria

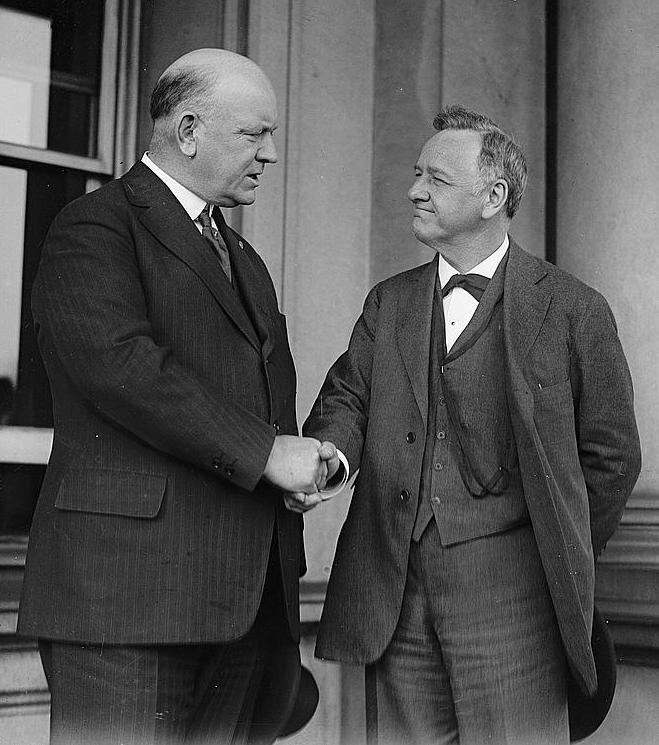
Daniel (jobbra) kezet fog utódjával Edwin Denby-vel

## Lásd még
- Első világháború
- Haditengerészet